# Christopher Ruddy
Christopher Ruddy est un journaliste conservateur américain. Il est actuellement le PDG de Newsmax Média qui publie Newsmax.com, un des sites internet les mieux classés parmi les sites conservateurs publiant des nouvelles politiques aux États-Unis. En avril 2010, Folio Magazine, la principale publication principale de l'industrie des magazines, a décrit Ruddy, dans son « FOLIO 40 » comme « le plus distingué » innovateur et homme d'influence dans cette activité.

## Formation
Ruddy a été élevé à Long Island, État de New York, où son père était policier dans le Comté de Nassau. Il a terminé ses études à "Chaminade High School" dans la ville de Mineola avant l'obtention d'un diplôme d'histoire avec la "mention très bien" à l'Université de St John à New York en 1987. Il a ensuite obtenu un mastère de sciences politiques à la London School of Economics et a aussi étudié à l'Université hébraïque de Jérusalem. Il a travaillé brièvement comme professeur.[réf. nécessaire]
Tôt dans sa carrière, Ruddy a été l'éditeur d'une publication alternative ayant pour titre le New York Guardian. Tandis que dans le New York Guardian, Ruddy déclara, à juste titre, qu'une histoire diffusée par les documentaires PBS sous le titre "les Libérateurs" révélant qu'une unité composée exclusivement d'éléments afro-américains avait libérés les camps de concentration de Buchenwald et de Dachau, était fausse. Il a qualifié ce documentaire comme un exemple "de la façon dont les médias peuvent manipuler des faits et des récits pour créer une histoire révisée aussi crédible qu'elle est fausse". PBS a, par la suite, retiré son assistance à ce documentaire, après une enquête indépendante effectuée par l'American Jewish Committee. Ruddy entra alors dans un journalisme moins marginal en rejoignant le New York Post, en tant que journaliste d'investigation à la fin de l'été 1993. Après avoir commencé par une enquête sur les abus d'allocations d'invalidité à l'encontre de la Sécurité sociale, il s'est focalisé sur le cas du suicide de Vince Foster, le sujet d'une enquête en cours après que Foster, alors Conseiller de la Maison-Blanche ait été retrouvé mort le 23 juillet 1993 à Fort Marcy Park en Virginie.
Depuis 1996, Ruddy a été un compagnon de route médiatique de l'Hoover Institution sur la Guerre, la Révolution et la Paix à Stanford. Ruddy siège au Conseil d'administration de l'Association des Éditeurs Financiers ("the Financial Publishers Association"), un groupe d'industriels représentant les médias financiers nationaux. Ruddy a été également membre de la délégation américaine, dirigée par les sénateurs Joseph Lieberman et Lindsey Graham, à la 44e Conférence de Sécurité de l'OTAN à Munich.
En 2009, Ruddy a été élu au conseil d'administration de la Fondation Suisse Américaine, une organisation, à but non lucratif, qui favorise les relations entre les deux pays. Le groupe représente les banques suisses les plus influentes, des compagnies d'assurance et des sociétés multinationales.
En janvier 2010, le Britain's Telegraph a classé Ruddy comme un "des 100 Conservateurs les plus influents" aux États-Unis. Le journal précisait : "Chris Ruddy est un acteur de plus en plus puissant et influent dans les médias conservateurs et au-delà de ceux-ci."
Ruddy a été un donateur de soutien à la Wikimedia Foundation.

## L'affaire Vincent Foster
Ruddy serait l'une des personnes ayant le plus traité des questions posées par la mort de Vinve Foster, Conseiller de la Maison-Blanche, ancien ami d'enfance de Bill Clinton et ancien associé d'Hillary Rodham Clinton. L'ancien Directeur du FBI, William S. Sessions, a considéré le travail de Ruddy sur la mort de Vince Foster comme "sérieux et digne de respect."
Christopher Ruddy qui a été, antérieurement, un ancien journaliste pour le magazine de Richard Mellon Scaife, le Pittsburgh Tribune-Review, (et plus tard fondateur de NewsMax dont Scaife deviendra le troisième actionnaire). Ruddy donc, aurait reçu des fonds de Richard Scaife, afin de montrer le couple Clinton sous un angle négatif  notamment dans le décès de leur conseiller et ami Vince Foster.
Ruddy a également profité du soutien de Joseph Farah et de l'organisation de Farah, le Western Journalism Center. Ce groupe l'a soutenu et consolidé financièrement, en raison des demandes du « Freedom of Information Act » garantissant la liberté de l'information aux États-Unis, en lui apportant légalement l'assistance et en apportant de la publicité autour de son livre et de sa recherche implicite sur des rumeurs de mort par conspiration de Vince Foster. Ruddy publia ses impressions en 1997 sous le titre : The Strange Death of Vincent Foster (La Mort Étrange De Vincent Foster). Dans cet ouvrage, Ruddy évoque des erreurs et des transgressions qui auraient eu lieu durant les investigations originales, particulièrement l'obstruction présumée de la Justice par le Conseiller de la Maison-Blanche Bernard Nussbaum, mais Ruddy arrête brusquement son exposé en développant le principe d'une théorie originale sur les circonstances de l'environnement de la mort de Foster. Les entretiens qu'il a accordés ont révélé sa croyance personnelle qu'une sorte de dissimulation a eu lieu, impliquant notamment que le corps de Foster ait été déplacé dans le parc où on l'a découvert à partir du site (inconnu) où aurait eu lieu sa mort.
Malgré les affirmations passionnées et peu concluantes de Christopher Ruddy, le Western Journalism Center « a placé environ 50 annonces reprenant l'ancienne histoire du "Tribune Review" dans le Washington Times en 1999; puis le Western Journalism Center a fait une compilation des articles du Washington Times, vendue 12 $, et appelée tout simplement "The Ruddy Investigation (l'Enquête de Ruddy) ». Ensuite, le Western Journalism Center « a fait circuler une vidéocassette reprenant les allégations de Ruddy, cassette intitulée "Unanswered-The Death of Vincent Foster (Sans réponse : la Mort de Vincent Foster) ", vidéocassette produite par James Dale Davidson, le président du Syndicat National des Contribuables (National Taxpayers Union) et accessoirement éditeur de la "Strategic Investment newsletter (La lettre d'information Stratégique D'investissement). »

## Enquête sur la Mort de Ron Brown
Ruddy a donné suite à son livre sur la mort de Foster par une enquête sur les circonstances entourant la mort du Secrétaire d'État au Commerce, Ron Brown. Ron Brown était mort en 1996 dans le crash d'un avion de type CT-43 de l'U.S. Army. Reprenant l'opinion d'un des médecins légistes désignés dans l'enquête, mais qui n'avait pas examiné le corps de Brown, Ruddy a émis la possibilité que la blessure principale ayant entraîné la mort était que Brown avait reçu un coup de feu dans la tête. Cette hypothèse a été rejetée par le légiste ayant effectivement examiné le cadavre, qui a conclu que Brown est mort de blessures par blast(c'est-à-dire de blessures spécifiques dues à l'onde de choc lors de l'accident). Une déclaration de l'U.S. Army a dit qu'il n'y avait aucune blessure de sortie et a expliqué que les "fragments de balle" apparents étaient dus au film radiographique défectueux.

## Newsmax
En 1998, impressionné par la vitesse à laquelle les nouvelles du scandale Monica Lewinsky ont circulé sur internet, Ruddy décida de créer une société de diffusion de nouvelles sur internet. Avec l'assistance financière de Richard Mellon Scaife et d'autres investisseurs, Ruddy fonda Newsmax Media. Le site Web NewsMax.com fut lancé le 16 septembre 1998, avec Ruddy comme chroniqueur et rédacteur en chef. En plus du site internet, la société publie également un mensuel, appelé "Newsmax". Après le lancement de Newsmax, Ruddy a fait la couverture de "Newsweek" en janvier 1999 l'article principal comme une des vingt "Stars des Nouvelles News."
Dans un portrait d'octobre 2008 sur Ruddy et "Newsmax", le Palm Beach Post a annoncé que Newsmax rapportait près de 25 millions de $ de revenus et est un des sites internet de nouvelles les plus visités aux États-Unis. En plus de son portail de nouvelles populaires, Newsmax.com, la société publie le magazine "Newsmax", un magazine de santé et des lettres d'informations financières.
Un article de mars 2009 de Forbes.com sur Ruddy et Newsmax  décrivait sa société de médias comme "le grand espoir juste" du Parti Républicain et notait qu'après seulement une dizaine d'années d'activités, Ruddy était devenu "un acteur dynamique médiatique." L'analyste politique Dick Morris a déclaré à Forbes" que Newsmax était devenu "le débouché médiatique le plus important d'influence républicaine" aux États-Unis.
Le critique Jon Friedman de Dow Jones Marketwatch.com a noté que Ruddy était devenu "une star internet plus grande que Rush Limbaugh" et que ses consultations sur son site internet avaient surpassé cellesui du Drudgereport. Friedman a jugé que le succès de Ruddy provenait soit d'une approche plus équilibrée de la couverture des nouvelles et de sa vision proche de celle du parti républicain.
Le magazine Folio a qualifié Ruddy de "un visionnaire de niveau-C" dans son classement FOLIO 40 et noté que, sous sa direction, Newsmax s'est développé durant le ralentissement de l'économie "où les réussites sont vraiment rares en ce moment, et que Newsmax a poursuivi son ascension "tant au format électronique que dans l'édition.
Quoique classé comme conservateur, Ruddy s'est affronté avec l'Administration Bush sur la poursuite de la Guerre en Irak et ait été un des premiers conservateurs à réagir ainsi. "J'ai été fortement contre la guerre en Irak alors que ce n'était pas la vogue, dès 2004," déclara Ruddy au Rougeaud dit "Palm Beach Post]". "J'ai perdu quelques abonnés. Mais nous sommes près à dépenser des milliards de dollars pour la guerre alors qu'il n'y a aucune stratégie de sortie," a-t-il ajouté. "Beaucoup de Républicains et de Conservateurs ne sont pas qu'enthousiastes et naïfs pour cette guerre désormais et je pense que nous avons brisé la glace."
Le journal a noté que Ruddy, désabusé par la guerre et les dépenses de fonds fédéraux sous Bush, qui ont réévalué les années Clinton et présenté une vue plus agréable de l'Administration qu'il a autrefois critiqué.
Comparé avec son rapport pendant la Présidence de Bill Clinton, Ruddy a finalement adoptée une vue plus proche de celle de la campagne présidentielle d'Hillary Clinton.Ruddy a dit qu'elle s'était modérée et n'avait plus la même animosité à l'encontre des conservateurs. Ruddy a dit dans le "New-York Times" que Scaife et lui avaient changé d'avis : "Nous avons tous les deux fait une analyse de la situation. Bill Clinton n'était pas un si mauvais président. En fait, il était un président assez bon sur beaucoup de points et Richard a aussi ce sentiment aujourd'hui." Cette déclaration a créé un peu d'agitation dans les cercles conservateurs où Ruddy et Scaife ont été critiqués pour leur nouvelle sympathie vis-à-vis de l'ancien Président. David Horowitz a défendu Ruddy en réponse, suggérant que le commentaire se référait à la politique intérieure de Clinton et en faisant valoir que Ruddy n'avait pas considéré comme répréhensible cette politique durant l'Administration Clinton elle-même.
À la fin de l'année 2007, Ruddy publia un entretien positif avec l'ancien Président Clinton sur Newsmax.com, suivi par un article principal également positif dans le magazine. Le New-York Times commenta cet événement en déclarant que « la politique en avait fait d'étranges compagnons de lit ».
"Newsweek" rapporta que Ruddy félicita Clinton pour le travail global de sa Fondation et expliqua que l'entretien, aussi bien que le déjeuner privé que lui et Scaife avaient eu avec Bill Clinton (déjeuner que Ruddy dit avoir été organisé par Ed Koch), étaient dus à la vision commune, que Ruddy et Scaife, avaient du travail important que réalisait Bill Clinton en représentant les États-Unis au niveau planétaire alors que les États-Unis étaient la cible de toutes les critiques. Il a aussi dit que lui et Scaife n'avaient jamais suggéré que Clinton avait été impliqué dans la mort de Foster, pas plus qu'ils n'avaient étendu leurs d'allégations aux scandales sexuels de Bill Clinton, bien que leur travail puisse en avoir encouragés d'autres.
Ruddy et Scaife ont rencontré de nouveau Bill Clinton pour un déjeuner dans son bureau en septembre 2008. « « Nous avons passé un bon moment avec lui" », a déclaré Ruddy de cette rencontre. Il a ajouté, « "Nous considérons que Bill Clinton comme un ami et qu'il nous considère comme des amis." »Forbes indicated the relationship between Ruddy and Clinton has continued and described them as "lunch chums."
En mai 2009 le supplément du dimanche du New York Times a publié un article sur l'ancien président, « La maturation de William Jefferson Clinton," apportant plus de détails sur la relation entre Ruddy et Clinton. L'Arkansas Times reprenant des détails sur l'amitié entre Ruddy et Clinton de l'article du New York Times a considéré qu'il s'agissait de « la plus étonnante révélation" du portrait de l'ancien président. Ruddy a déclaré au Times que s'il était resté un « conservateur du type de Reagan, il n'en avait pas moins réévaluée la Présidence Clinton et a suggéré qu'il avait donné des notes plus élevées à l'ancien Président pour sa réussite à avoir mis fin à l'aide sociale, maintienant le contrôle du gouvernement en échec, et en soutenant le libre marché. Ruddy a également noté que la Fondation Clinton a fait globalement un travail remarquable.

## Publications
- Livres
  - Vincent Foster: The Ruddy Investigation (United Publishing Company, 1996)
  - The Strange Death of Vincent Foster: An Investigation (Free Press, Simon & Schuster, 1997.  (ISBN 0-684-83837-0).)
  - Bitter Legacy: NewsMax Reveals the Untold Story of the Clinton-Gore Years (NewsMax Media, 2002.  (ISBN 0-9716807-3-6).)
  - Catastrophe: Clinton's Role in America's Worst Disaster (NewsMax Media, 2002.  (ISBN 0-9716807-5-2).)
- Autres
  - "A special report on the Fiske investigation of the death of Vincent W. Foster, Jr." (Western Journalism Center, 1997.)
  - "Internet Vortex", an online newsletter (published from 1998 to 2000)